# Long Jeanne Silver
Long Jeanne Silver (Tempe, 15 giugno 1960) è un'ex attrice pornografica statunitense attiva tra gli anni 70 e 80, inserita agli AVN Awards 2021 nella AVN Hall of Fame.

## Biografia
Long Jeanne Silver è nata a Tempe con il perone della gamba destra mancante tanto che le è stato amputato. Nel 1976 all'età di 16 anni è scappata di casa per andare a New York City dove ha iniziato a posare per riviste per adulti e a girare film pornografici, scegliendo come nome d'arte Long Jeanne Silver ispirata al pirata con una gamba sola. Ha, inoltre, lavorato come spogliarellista.
Si è ritirata nel 1986 con 24 film all'attivo. Nel 2021 è stata inserita nella Hall of Fame dagli AVN Awards.

## Riconoscimenti
- AVN Awards
  - 2021 – Hall of Fame - Video Branch[8]